# Onko vielä aikaa?
Onko vielä aikaa? è un brano musicale della cantante finlandese Katri Ylander, pubblicato nel mese di giugno 2006 come primo singolo estratto dal suo album d'esordio.